# Adolphe Warot
Adolphe Constant Noël Warot (Antwerpen, 28 november 1812 – Sint-Joost-ten-Node, 10 april 1875) was een Belgisch cellist en componist.
Hij was zoon van Marie Marguerite Batta (achternicht van cellist Alexander Batta) en Charles Joseph Warot (trouwakte Waro)  Broers Victor Warot (en diens zoon Victor) en Charles Warot waren eveneens musicus. Hijzelf was getrouwd met Jeanne Fresnot.
Adolphe bleef van de vier het onbekendst. Daar waar van broers en neef de kennis in de loop der jaren uitbreidde, bleef deze voor hem vrijwel gelijk. Hij was cellist bij het orkest van de Koninklijke Muntschouwburg. Vanaf 1852 gaf hij (ook) celloles aan het Brussels conservatorium en schreef enkele werken, voornamelijk voor de cello, waaronder een duo voor twee celli, en voor koor. Voorts schreef hij een handleiding: Méthode progressive pour le violoncelle d’après un nouveau plan (1860).
- MusicBrainz: 2466ccbd-8192-4336-9a2b-c2375ab6c519